# پانگاسینان
پانگاسینان (Pangasinan) یکی از استان‌های کشور فیلیپین است. این استان بخشی از جزیرهٔ لوزون به شمار می‌رود.
مرکز این استان شهر لینگایان است. جمعیت آن حدود دو میلیون و ششصد هزار نفر است. مساحت این استان پنج هزار و سیصد و شصت کیلومتر مربع است.